# Ак-Сеок
Ак-Сеок (кирг. Ак-Сөөк) — село в Московском районе Чуйской области Кыргызстана. Входит в состав Чапаевского аильного округа. Код СОАТЕ — 41708 217 849 02 0.

## География
Село расположено к востоку от реки Ак-Суу, на расстоянии приблизительно 17 километров (по прямой) к северу от села Беловодское, административного центра района. Абсолютная высота — 597 метров над уровнем моря.

## Население
| год     | 2009 | 2014 | 2015 |
| ------- | ---- | ---- | ---- |
| человек | 256  | 210  | 210  |